# Raymond Bonnardel
Pour les articles homonymes, voir Bonnardel.
 (juin 2020).
Raymond Bonnardel (né à Limay le 17 mai 1901 et mort à Blois le 18 décembre 1988) est un psychologue et universitaire français. Il est connu comme spécialiste de la psychométrie.

## Éléments biographiques
Raymond Bonnardel obtient les diplômes de psychologie générale et appliquée de l’institut de psychologie en 1933, un doctorat en sciences en 1934 et le diplôme de docteur en médecine en 1936. Sa thèse est distinguée par la médaille d’argent de l’académie de médecine. En 1942, il obtient le diplôme d’expert psychotechnicien de l’Université de Paris avec un mémoire intitulé Essai de psychométrie ethnologique appliquée aux Indiens du Mexique.
Il est professeur de physiologie du travail, hygiène industrielle et orientation professionnelle au Conservatoire national des arts et métiers de 1937 à 1941. Il dirige de 1939 à 1966 le laboratoire de psychologie appliquée de l'École pratique des hautes études, succédant à Jean-Maurice Lahy.
De 1939 à 1959, il a dirigé le laboratoire de psychologie du travail des usines Peugeot et édite une série de rapports sur la psychométrie. Son ouvrage L'Adaptation de l'homme à son métier lui vaut en 1944 le prix Dagnan-Bouveret de l’Académie des sciences morales et politiques.
Spécialiste de la psychométrie et de la méthode des tests, il est secrétaire général de l'Association internationale de psychologie appliquée de 1951 à 1964.
Il dirige la revue Le travail humain de 1946 à 1951 avec Henri Laugier, seul de 1951 à 1959 et avec Maurice Reuchlin jusqu’en 1966. Il sera secrétaire de la société de biotypologie de 1932 à 1956
Il reçoit en 1965 la médaille d’argent du CNRS.

## Publications
- Poèmes d'avril  (ill. Gaude Roza), Figuière, 1921.
- Images et Poèmes  (ill. Gaude Roza-Bonnardel), Figuière, 1921.
- Raymond Bonnardel et H. Laugier, Grilles pour la sélection et l’orientation professionnelle, Publication du Travail Humain, 1933.
- Contribution à l’étude de l’excitabilité, Publication du Travail Humain, 1934.
- Vision et Profession, Publication du Travail Humain, 1936.
- Raymond Bonnardel et H. Laugier, « La Biométrie Humaine », dans La Biologie du Palais de la Découverte, Masson et Cie, 1937.
- « L’Hygiène générale du Travail », dans Traité d’ophtalmologie, Masson et Cie, 1939.
- L’Adaptation de l’homme à son métier, PUF, 1946, 2e éd. (1re éd. 1943).
- Le Fonctionnement du système nerveux, PUF, 1949.
- « La Ration alimentaire en fonction du travail », dans Traité encyclopédique de l’alimentation, Maloine, 1949.
- Batterie Factorielle Standard : cahiers A et B, Issy-les-Moulineaux, Editions EAP (Editions d’Applications Psychotechniques), 1972.
- Intelligence concrète et Psychométrie, Editions EAP, 1983.
- Raymond Bonnardel et R. Simonnet, Les Techniques psychologiques de la prévention des accidents et la Batterie Factorielle 'sécurité', Editions EAP, 1980.